# Chiesa di San Maurizio (Schiavi di Abruzzo)
La chiesa di San Maurizio Martire è sita in Piazza Vittorio Emanuele a Schiavi di Abruzzo, in provincia di Chieti.

## Storia
La chiesa è precedente al XVI secolo con trasformazioni nel XIX secolo, attualmente si trova in mediocre stato di conservazione. Fu tutelata dai Caracciolo di San Buono dal 1580 all'eversione della feudalità. Il sito geologico doveva avere avuto delle instabilità geologiche per aver deciso di ristrutturarlo. Fu progettato dagli ingegneri Carlo Luigi Dau e Tommaso Mammarella con l'aiuto di Pasquale di Fonzo nel 1833 e 1837, ma successivamente danneggiato per nuovi crolli nel 1839, lavori poi completato nel 1872. La volta venne abbattuta nel 1939.

## Descrizione
La chiesa è sita nel lato sud-est del nucleo originario del borgo fortificato di Schiavi d'Abruzzo. La facciata è in conci di pietra in stile neoclassico con cornicione e volute. La torre campanaria ha degli elementi originali del primo impianto. La facciata è semplice, a capanna, decorata da un portale in pietra a timpano rettangolare, con finte fasce in bugnato intonacato. La porta superiore ha due volute a ricciolo che decorano una nicchia ad arco a tutto sesto, contenente la statua di San Maurizio martire. Al centro della facciata vi è un orologio.
L'interno è tre navate. Nell'interno vi è un organo con cassa lignea decorata attribuito a Francesco D'Onofrio, posto sopra la cantoria sopra l'ingresso principale. La cantoria è sorretta da due colonne con parapetto posto al centro.
L'impianto decorativo delle volte è stato indorato dalla bottega Bravo di Atessa. Presso l'altare maggiore nell'abside semicircolare, c'è un dipinto novecentesco dell'Ultima Cena, ispirato all'affresco di Leonardo da Vinci. Accanto vi sono altre due tele della Deposizione di Cristo e della Resurrezione, ispirate a Raffaello. Esse sono opera del pittore molisano Amedeo Trivisonno. Presso la calotta della semi-cula, agli spicchi angolarti, vi sono rappresentati i simboli del Tetramorfo.
Tra le statue di interesse artistico, si ricordano quella processionale di San Maurizio nelle vesti di guerriero, e di Sant'Emidio vescovo, opera dello scultore molisano Paolo Saverio Di Zinno.